# Amphoe Aranyaprathet

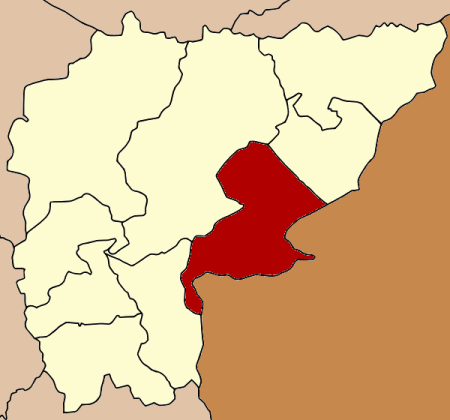
Situation du district dans la province de Sa Kaeo

Amphoe Aranyaprathet (thaï อรัญประเทศ) est un district (Amphoe) de la province de Sa Kaeo dans l'Est de la Thaïlande.  Le chef-lieu en est la ville d'Aranyaprathet.
Ce district a une frontière commune avec le Cambodge et fut beaucoup utilisé dans années 1970 et 1980 pour des camps de réfugiés cambodgiens.
Il est surtout connu grâce au Talaat Rong Kleua, un marché situé à quelque distance de la frontière avec le Cambodge et la ville de Poipet, où l'on trouve de nombreux produits cambodgiens et vietnamiens.  Ce marché était - et est peut-être encore - utilisé pour le commerce illégal avec les partis en guerre du Cambodge.

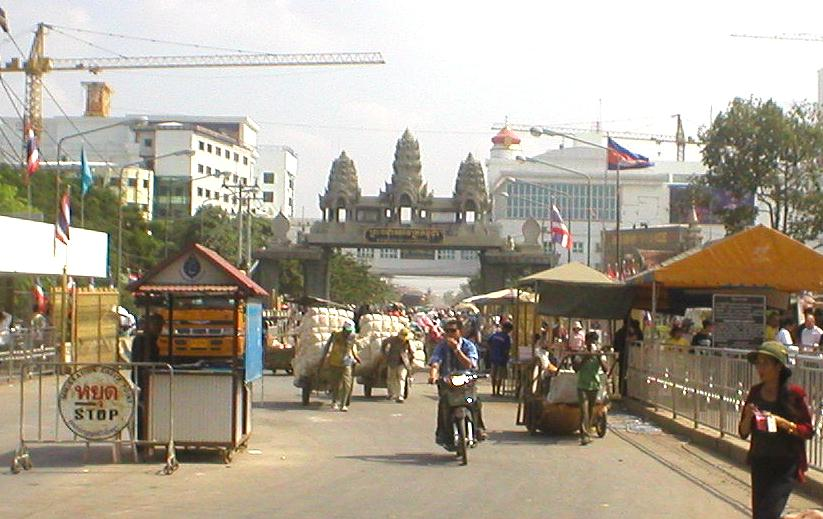
La frontière, avec à l'arrière-plan les casinos.

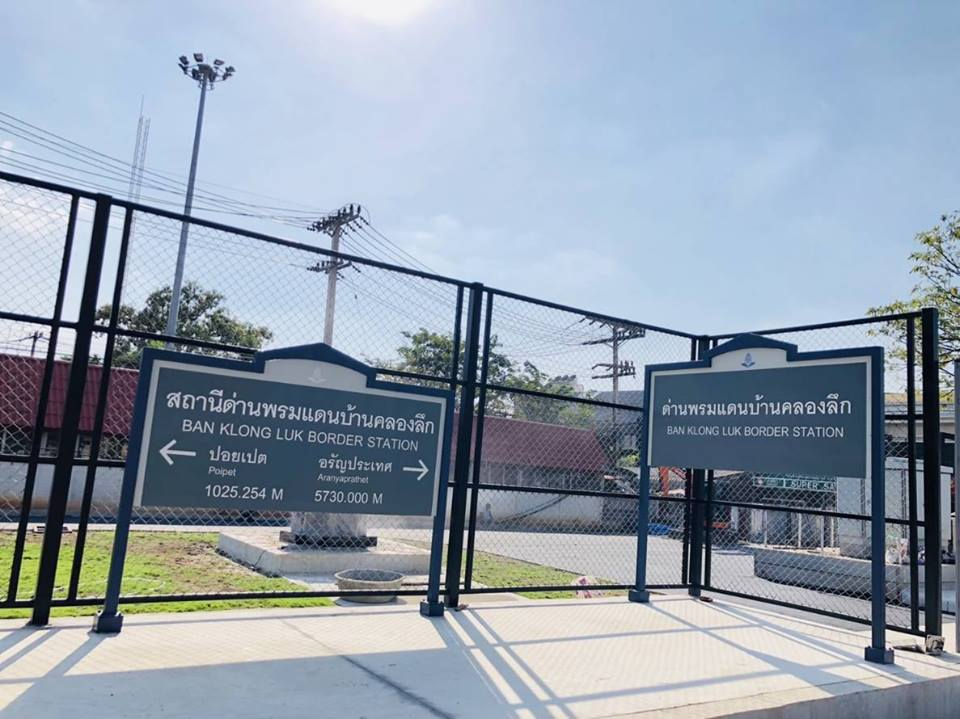
Gare frontière Klong Luk

Chez les Thaïlandais, cette frontière est très populaire. En effet, sur partie du no man's land frontalier situé sur le territoire Cambodgien, se sont construits [Quand ?]pas moins de 7 casinos (un 8e est en construction) appartenant à des hommes d'affaires thaïs.
Les jeux de hasard sont illégaux en Thaïlande, mais toutefois un passe-temps très populaire pour la plus grande partie de la population. Le gouvernement essaye d'empêcher ces milliards de Bahts thaïs de quitter le pays, mais la corruption est monnaie courante et l'action du gouvernement en est limitée.
Cette frontière est également très fréquentée par les expatriés occidentaux. Ils y viennent pour prolonger leur visa (ce qui est l'option la moins chère pour pouvoir entrer et sortir librement en Thaïlande) et passer cinq minutes au Cambodge. Aujourd'hui, le chemin de fer en direction de Bangkok s'arrête à 20 mètres de la frontière (le reste a été détruit pendant le régime des Khmers rouges). Autrefois, la voie se prolongeait par-delà la frontière et il était possible de se rendre directement en train jusqu'à Phnom Penh, au Cambodge.

## Histoire
Lors de la chute du régime Khmers rouges et de l'invasion du Cambodge par l'armée vietnamienne en 1979, des centaines de milliers de Khmers se sont agglutinés à la frontière khmero-thaï, coincés entre l'armée thaï qui interdisait l'entrée du pays et l'armée vietnamienne. Divers groupes de résistance se créeront dans ces camps : les camps de Sa Kaeo ou Taprik contrôlés par les Khmers Rouges, Nong Chan, Nong Sameth, Baane Sagnè... contrôlés par les républicains et royalistes. 
La population khmère était alors réfugiée dans des camps le long de la frontière en territoire cambodgien. Certains camps ont été créés en zone thaï sous la pression de l'ONU, le plus connu étant le camp de Khao I Dang, qui accueillit plus de 300 000 réfugiés. Aranyaprathet fut alors la base arrière de multiples organisations humanitaires gouvernementales et non gouvernementales. Des milliers d'expatriés de toute la planète vécurent dans cette ville pendant environ une dizaine d'années. Des volontaires d'organismes non confessionnels, mais aussi une myriade de religieux de tout acabit délivrant d'une main une poignée de riz et de l'autre une Bible.
C'est de cette ville que partit la célèbre marche pour l'ouverture de la frontière cambodgienne organisée par Médecins sans frontières (MSF) et plusieurs personnalités internationales dont l'écrivain et philosophe Bernard-Henri Lévy, la chanteuse Joan Baez, ou encore l'actrice Liv Ullmann. Cette marche eut peu d'effet localement mais contribua à l'essor du vedettariat humanitaire.
Aranyaprathet était également la ville de tous les trafics : armes, or, pierres précieuses, mais surtout de tout ce qui fait la vie quotidienne : voitures, motos, essence, outillage, ustensiles de cuisine, nourriture, médicaments... Pendant ces années, c'est par cette ville que transitait presque tout le trafic commercial en direction du Cambodge, mais aussi du Vietnam sud. Ce trafic était visible sur les grands marchés de Phnom-Penh et de Saïgon. Un trafic vital qui a probablement permis au Cambodge de survivre.